# Sainte-Valière
Sainte-Valière  es una localidad  y comuna francesa, situada en el departamento del Aude en la región administrativa de Languedoc-Rosellón, distrito de Narbona,  cantón de Ginestas y  región natural del Minervois.

## Demografía
| 330 | 377 | 292 | 324 | 392 | 392 | 510 |
| Para los censos de 1962 a 1999 la población legal corresponde a la población sin duplicidades (Fuente: INSEE [Consultar]) |     |     |     |     |     |     |